# U4 (三洋電機)
複数依頼
1. - U4初代機、MR-U4赤色の写真。
2. - MR-U4MKIIの写真
3. - MR-U4SLあるいはMR-U4SXの写真
4. - MR-WU4あるいはMR-WU4MKIIの写真。

赤、青、ピンク、イエロー、グリーンなどカラフルなもの。現物で型式名を確認し、Wikimedia commonsのファイル名あるいはノート欄にその型式名を明記した写真
U4（ユーフォー）は、三洋電機によって1979年から2009年まで販売されていた、スリムで横長なフォルムのラジオカセットレコーダーのシリーズ名および製品番号である。「おしゃれなテレコU4」のキャッチコピーで親しまれ、当機の愛称のようにも使われた。
三洋電機はU4初代機の発売時に、若い女性が街中で鮮明な赤色のU4を軽やかに持ち運ぶ映像や画像をテレビCMや雑誌広告で提示し「おしゃれなテレコ」というコピーを添えた。イメージマスコットとしてかわいらしいダックスフントのイラストも筐体にプリントし、テレビCMや雑誌広告にもダックスフントの映像や画像を登場させた。やがて、U4を持つ若い女性を画面に映し「キレイになったね。スリムになったね。」と男性の声が流れるテレビCMも放映するようになった。
ラジカセの販売はそれまでは高校から大学の男子が主なターゲットだったが、三洋はU4で明らかに若い女性を狙い撃ちにしたマーケティングを展開した。筐体色もそれまでの男性向けラジカセのような地味な色ではなく、赤、青、ピンクを用意し、後の機種ではさらに若い女性狙いを徹底し、当時流行のパステルカラーのイエロー、グリーンなども用意した。
三洋はU4投入前の1976年にすでに国内のラジカセ市場でシェア26.7%を占め、ラジカセ市場の盟主と言えるくらい強者になっていて、海外向けラジカセも含めると1年で800万台も生産・輸出する巨大メーカーになっていたが、三洋の若い女性をターゲットにしたこの作戦が大当たりし、U4の初代機種だけで100万台も売れたので三洋はさらに強者になった。
日本のラジカセ市場の規模はU4登場以前の1978年は約380万台だった状態から、U4により1979年には450万台、1980年代には530万台と急成長した。「横長のカラフルなラジカセ」という市場に気づいた他の7社はU4を模倣した製品を開発しその市場に参入したが、この市場での三洋の首位の座は長らく揺らがなかった。U4は「横長のカラフルなラジカセ」という市場を作り出した。それどころか、80年代のラジカセと言えば横長でカラフル、というイメージを定着させた。U4はシリーズ累計で700万台も売れたことでオーディオ史にその名が刻まれている。
年代物のラジカセを数千台持ちラジカセの店舗を経営している松崎 順一によると、U4は一見企画優先の華奢なラジカセかと思われがちだが、実はメカも、特に初代〜第3世代などは、しっかりしているという。
1999年にU4のフォルムのMD-U4が発売され、実質的にシリーズが復活。7年後の2006年にもDIGITAL U4が発売されたが、2009年末までに生産終了・販売終了し、U4シリーズは名実ともに30年の歴史の幕を閉じた。
三洋社内の経緯
ステレオであることを直感させたいから横長のフォルムで作ったという。U4という名称は、当時人気だったピンクレディーのヒット曲『UFO』に因んだものだといい、発売直前に変更してこれにしたという。

## 歴代機種
型番
初代機、第2世代、第3世代などの型番は他の三洋製ラジカセ同様に「MR-」で始まり「MR-U4...」である。一部のシングルカセット上位機種では「U4」が含まれず「MR-V8」など。ダブルカセット機では「MR-WU4...」が、CD搭載機ではMR-U4CDが使われた後、型番が再編されCD搭載機に「PH-」、CD非搭載機に「U4-XX」が使われた。

### シングルカセットモデル
MR-U4
1979年発売の初代U4。FM/AM。ステレオ。アナログ（針）式のマルチレベルメーター（VUメーター/チューニングメーター/バッテリーメーター兼用）付き。ヘッドホンジャックは標準ステレオジャック（フォーンジャック）。テープはノーマルポジションのみ。AC100V（付属アダプタ）、単二電池5本（DC7.5V）、別売りアダプタCBA-07でカーバッテリー12V利用可 計3電源。43,800円。同社のラジカセ「REC」シリーズの派生ブランドとして展開。1980年度グッドデザイン賞受賞。
MR-U4MKII
MR-U4のマイナーチェンジモデル。このモデルより「REC」シリーズから独立。前後3曲の飛び越し選曲機構（AMSS）を搭載。FM/AM。ステレオ、2.0W x 2。9.0cmスピーカー x2。入力端子:マイク用ミニジャック x2、ミキシングマイク端子（ミニジャック） x1。出力端子：外部スピーカー端子（ミニジャック）x2、ヘッドフォン端子（フォーン端子）x1。AC100V（付属アダプタ、DC7.5V）、単二電池5本、別売りアダプタCBA-07でカーバッテリー12V利用可 計3電源。2.3kg。
MR-U4MKIII
通称「メタルU4」。メタルポジション用テープの録音・再生に対応（ただし、当機搭載の録音用バイアスの制約上、ハイポジション用テープは再生のみ対応）。FM/AM。ステレオ。初代からこのモデルまでとMR-V8のライン入/出力端子は一般的なRCA端子ではない為、専用DINプラグケーブルが必要。
MR-U4SL
通称「スリムU4」。薄型ボディ。2wayスピーカー（メイン + ツィーター）x2。レベルメーターはLED式。ヘッドホン端子は3.5mmステレオミニジャックに変更された。
MR-U4SX
ボディの黒い部分を減らすとともにレベルメーターを廃した。単二電池6本（DC9V）に変更され、出力もアップした。スピーカーはフルレンジx2。
MR-U4SF
通称「リゾートU4」。チューニングダイヤルスケールに角度がつき、斜め上方から見やすくなった。スピーカーは2ウェイx2。
MR-U4SS
アナログテレビ放送の音声受信（1～12ch）に対応した。シングルカセットではこのモデルとU4GPのみ単二電池7本（DC10.5V）のため、ACアダプター共用の際には注意が必要。
MR-U4SR
再生オートリバース機構を搭載した。テレビ音声は音声多重及びステレオ放送に対応。
MR-U4T
通称「タウンU4」。電池を単三電池6本に変更し携帯性を高めたモデル。同様のコンセプトで「MR-U4TII」、「MR-U4TIII」、「MR-U4TA」も発売された。
MR-U4M
通称「U4マリンスポーツ」。アウトドアでの使用を想定した防水モデル。FM/AM/SWの3波。1985年度グッドデザイン賞受賞。
MR-V8
U4の上位機種。型番は「U4」ではないもののコピーは「おしゃれなテレコ」。同社のMR-X900（Compo in 1）を小型化したようなデザイン。設計段階からメタルポジション用テープの録音・再生に対応（当機搭載の録音用バイアスの制約上、ハイポジション用テープは再生のみ対応）。57,800円。
MR-V8MKII
MR-V8の後継機種。ソフトタッチメカを採用。
MR-V9
ドルビーNR（Bタイプ）を内蔵した上位機。ボディーカラーも原色やパステル調が中心だったU4シリーズと異なり、中間色を多用して高級感を演出。
MR-U4GP
ドルビーNR（Bタイプ）を内蔵。MR-V9の後継にあたる。
MR-Q4
通常の前面2ウェイスピーカーx2に加えて、天面にもステレオスピーカーを搭載した異色機種。

### ダブルカセットモデル
MR-WU4
初代の「ダブルU4」。ダイヤルスケールが垂直のMR-U4SXをダブルカセットにしたようなデザイン。単二電池7本（DC10.5V）駆動。
MR-WU4MKII
テレビ音声対応やデザインなど、機能はほぼシングルカセットのMR-U4SSに準じる。このモデルの頃からダブルカセットモデルがラインナップの主力となっていく。
MR-WU4MKIII
テレビ音声が音声多重及びステレオ放送に対応、再生オートリバース搭載など、機能はほぼシングルカセットのMR-U4SRに準じる。
MR-WU4UV
MR-WU4MKIIIのテレビ音声チューナーをVHF局（1～12ch）に加えてUHF局（13～62ch）対応（モノラル）としたモデル。
MR-WU4L
ダブルカセットモデルの廉価機種。

### CD内蔵モデル
MR-U4CD
1986年発売。CD内蔵モデルの初代。ダブルカセットモデルの右側のデッキをCDプレーヤーに置き換えたようなデザインで、CDは蓋を開けてカセットのように縦に挿入。ボディーカラーはグレーのみ。定価69,800円。
CDが主流になり、ラジカセを含めたカセットレコーダー全般を表す型番だった「MR-」を、CDありの「PH-」とCDなしの「U4-」に再編したが、CD内蔵モデルの機種数はごく僅かである。

### MD搭載モデル（MD-U4）
1999年4月に発売。ラジオ、MDデッキ（録再）と外部入出力端子（ステレオミニジャック・PC接続端子）のみ搭載。外装が2種類あり、MD-U4Rはオレンジ色でダックスフントを彷彿とさせる台形に近い形、MD-U4Tはシルバーと黒系色で往年のラジカセを意識した角張った長方形。メーカー希望小売価格は5万円。
CDプレーヤーは搭載しておらず、MDはCDからダビングして使うもの、という当時の常識を覆した代物であり、軽量・コンパクトで、MDをアウトドアでも気軽に使える。PC接続キットを使えば、シリアルポートで接続したWindows PCでMD-U4のリモートコントロールやタイトル入力ができ、PCのサウンドカードと本体をステレオミニジャックで接続し、CD-ROMドライブで再生した音楽CDのアナログ音声をMDへシンクロ録音することが可能。
1999年のCMにはKONISHIKI（現・〈六代目〉小錦八十吉）やWAGを起用。2000年発売の倉木麻衣のシングル「Secret of my heart」のPVにも登場。2001年までカタログに掲載。販売台数は伸びず、後継機は出なかった。

### DIGITAL U4
MAJ-U4CT1
2006年発売。カセットレコーダーとCDプレイヤー、SDカードスロットとUSB端子を搭載し、パソコンを使わずに機器の音源をSDメモリーカードやUSBメモリでMP3型式で録音できる。機能継承機種としてSDマイクロコンポ、DC-UR100が2008年に発売。

## 模倣品
初代U4のヒットを目の当たりにした他の家電メーカーはU4のフォルムを模倣したラジカセを開発し売り出した。また多くが、女性をターゲットにして命名することも模倣した。
下記のようなものである。愛称だけでなく、可能ならモデルを特定できる型番あるいはシリーズ型番も併せて書くと良い。
ソニー
CFS-F10「YOKOHAMA（ヨコハマ）」、Metal365（メタル365）、Metal101（メタル101）など … なお、DIGITABLE（デジタブル）は断面がほぼ正方形のボディーにソニー独自のAPMスピーカーを搭載した高級機種だった（のちに廉価モデルも発売）。
松下（現・パナソニック）
LOVE CALL（ラブコール） … 当初は同社のラジカセである「ステレオ・マック」を少し小さくし機能を減らしただけであったが、のちに赤などのカラフルな小型ラジカセになっていった。カセットが3つ付いた「トリプルカセット」モデルも販売した。
東芝
SUGAR（シュガー） … CDラジカセ登場初期には「SUGAR CD」と言う愛称でCD搭載モデルも製造していた。BOMBEAT mini（ボンビートミニ）、
アイワ
Foot Work（フットワーク）など
シャープ
型番が「QT（キューティー）-」で始まるシリーズで横長でカラフルなラジカセを製造した。ちなみに、「キューティー」という音は英語で「かわいこちゃん」という意味になる。
日立
PERDISCO（パディスコ）シリーズの一部として、横長でカラフルなラジカセを10機種以上製造した。横長モデル専用の愛称はなかった。
パイオニア
Ranaway（ランナウェイ）シリーズの一部で、横長のステレオラジカセ、しかも肩掛けベルト付きの「SK-200」（通称・ランナウェイ ハングオン）を製造した。
その他日本ビクター（現・JVCケンウッド）も、特に愛称も掛詞も無く、横長のRC-S**シリーズを製造・販売していた。